# Michał Wyszyński

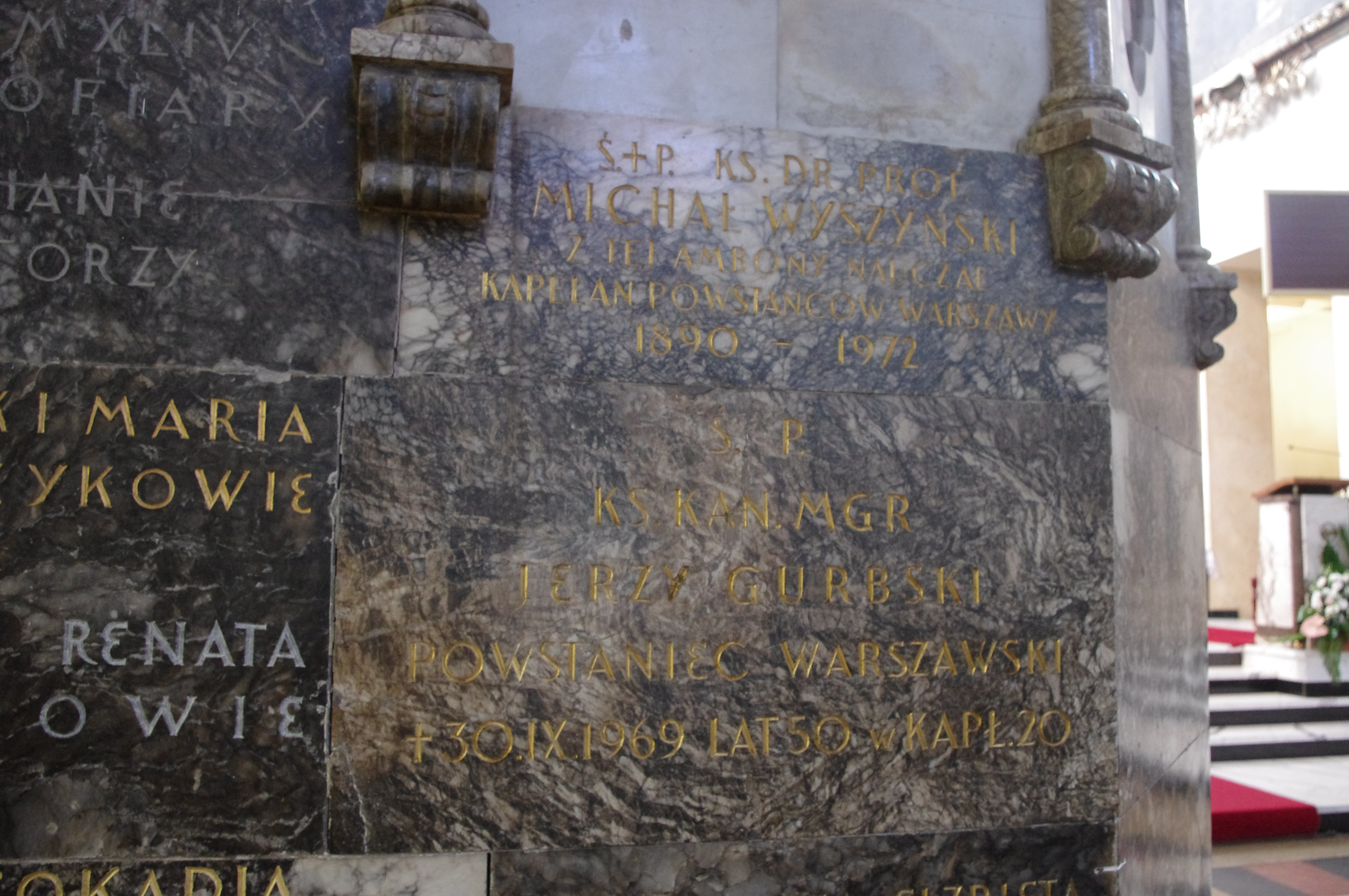
Tablice upamiętniające ks. Michała Wyszyńskiego i Jerzego Gurbskiego w Kościele św. Stanisława Kostki w Warszawie

Michał Wyszyński (ur. 21 września 1890 w Wyżnianach, zm. 26 stycznia 1972 we Wrocławiu) – polski profesor prawa kanonicznego i teologii.

## Życiorys
Po zdaniu matury we Lwowie, studiował teologię na Wydziale Teologicznym Uniwersytetu Lwowskiego i ukończył studia w 1915 roku. Święcenia kapłańskie otrzymał 27 czerwca 1915 z rąk arcybiskupa Józefa Bilczewskiego. Następnie studiował także prawo, które skończył w roku 1925. W międzyczasie uzyskał doktorat w Innsbrucku w 1918 roku, a w 1925 obronił pracę habilitacyjną z zakresu prawa kanonicznego na UJK. Tytuł profesora uzyskał w 1948 roku.
Od 1933 do 1936 był kierownikiem Katedry Teologii Dogmatycznej na Wydziale Teologicznym Uniwersytetu Jana Kazimierza we Lwowie. Na Uniwersytecie Mikołaja Kopernika w Toruniu pracował w latach 1946-1953, a od 1953 był pracownikiem Uniwersytetu Wrocławskiego. Na UMK pełnił funkcje dziekana Wydziału Prawno-Ekonomicznego (1945-1946), prodziekana Wydziału Prawa (1946-1953) i kierownika Katedry Prawa Rzymskiego (1948-1953). Od 1946 roku był członkiem Towarzystwa Naukowego w Toruniu.
Jego specjalnościami było prawo rzymskie, prawo kościelne i paleografia łacińska.
Pochowany na Cmentarzu św. Wawrzyńca we Wrocławiu.

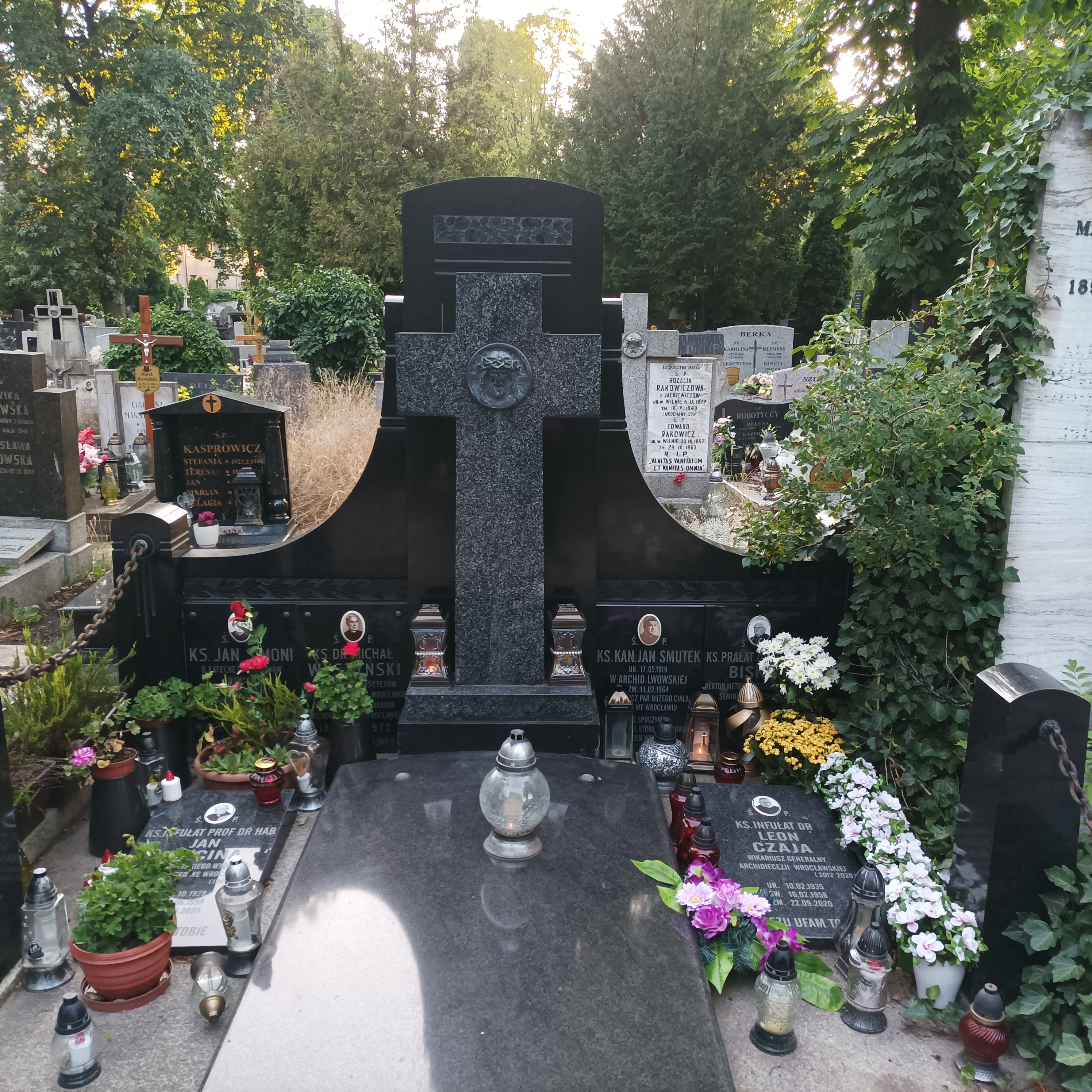
Grób ks. Michała Wyszyńskiego na Cmentarzu św. Wawrzyńca we Wrocławiu